# 人形佐七捕物帖 (若山富三郎版)
『人形佐七捕物帖』（にんぎょうさしちとりものちょう）シリーズは、横溝正史の小説『人形佐七捕物帳』を若山富三郎主演で映画化したものである。新東宝で5作、若山が移籍した東映でも6作が作られた。

## シリーズ

### 新東宝作品
- 1956年12月11日:妖艶六死美人
  - 監督：中川信夫、脚本：赤坂長義
  - 出演：日比野恵子、天知茂、杉山弘太郎、宇治みさ子、鮎川浩、小高まさる
- 1957年4月17日:大江戸の丑満時 
  - 監督：中川信夫、脚本：川内康範、真弓典正、赤坂長義
  - 出演：宇治みさ子、和田孝、北沢典子、沢井三郎、鮎川浩、小高まさる
- 1957年12月28日:花嫁殺人魔 
  - 監督：加戸野五郎、脚本：金田光夫
  - 出演：日比野恵子、天知茂、中村竜三郎、沢井三郎、鮎川浩、小高まさる
- 1958年6月1日:浮世風呂の死美人
  - 監督：毛利正樹、脚本：金田光夫、文殊三郎
  - 出演：日比野恵子、天城竜太郎、若杉嘉津子、久保春二、杉山弘太郎、水原爆
- 1958年12月5日:腰元刺青死美人
  - 監督：山田達雄、脚本：金田光夫
  - 出演：中山昭二、天知茂、日比野恵子、山村邦子、小高まさる、水原爆

音楽を担当した渡辺宙明は、本作品で初めて映画音楽を手掛けた。監督の中川信夫は『禁じられた遊び』や『第三の男』からのイメージで渡辺にギターのみでの劇伴を要望し、渡辺はギター6人とヴィブラフォンによる編成でこれに応えた。以後、渡辺は中川作品の常連となり、また他の監督からも注目されるようになったという。

### 東映作品
- 1960年3月8日:般若の面
  - 監督：山崎大助、脚本：結束信二
  - 出演：大川恵子、大泉滉、中里嘉津子、徳大寺伸、黒川弥太郎
- 1960年3月22日:くらやみ坂の死美人 
  - 監督：山崎大助、脚本：結束信二
  - 出演：大川恵子、大泉滉、中里嘉津子、徳大寺伸、黒川弥太郎
- 1960年7月31日:血染の肌着 
  - 監督：山崎大助、脚本：結束信二
  - 出演：大川恵子、大泉滉、原健策、久我恵子、黒川弥太郎
- 1960年8月24日:ふり袖屋敷 
  - 監督：山崎大助、脚本：結束信二
  - 出演：大川恵子、大泉滉、徳大寺伸、原健策、黒川弥太郎
- 1961年8月1日:恐怖の通り魔 
  - 監督：倉田準二、脚本：結束信二
  - 出演：円山栄子、大泉滉、小柴幹冶、小堀阿吉雄、徳大寺伸
- 1961年8月13日:闇に笑う鉄火面 
  - 監督：倉田準二、脚本：結束信二
  - 出演：円山栄子、大泉滉、徳大寺伸、坂東吉弥、山本操子